# Aldo Salvi
Aldo Salvi (Salerno, 10 novembre 1933 – Corbetta, 7 giugno 2009) è stato un musicista e compositore italiano.

## Biografia
Nato a Salerno nel 1933, Aldo Salvi incomincia la propria carriera di musicista diplomandosi in pianoforte al Conservatorio di Napoli. Nell'estate del 1959, assieme a Roby Milione, decide di dare vita al complesso rock i 5 Astor coi quali rimane sino al 1967. Sempre nel 1959 compone la musica di Stasera tornerò, sigla dell'inchiesta televisiva La donna che lavora, cantata da Miranda Martino.
Decide in seguito di dedicarsi prevalentemente all'attività di musicista per conto proprio, componendo tra le altre nel 1960 la melodia Mai dire mai per Peppino Di Capri (cantata poi anche da Caterina Valente) e nel 1963 la celebre melodia di Un sole caldo caldo caldo per Adriano Celentano, con testi di Gian Carlo Testoni. Nel 1969 compone la musica di Ti si legge in viso per Miriam Del Mare. Compone altre musiche per Teddy Reno e Tony Renis.
Nel 1977, con lo pseudonimo di Jodepres, collabora col gruppo dei Goblin nella colonna sonora di Wampyr nella sua versione per il mercato italiano, predisposta da Dario Argento, iniziando poco prima la sua attività di professore di musica presso le scuole medie "Simone da Corbetta" di Corbetta (MI) dove si era trasferito da qualche tempo. Nel 1978 decide di accostare all'attività di musicista anche quella politica, partecipando alle elezioni comunali a Corbetta nelle file del Partito Socialista Democratico Italiano e venendo eletto sindaco in quello stesso anno, rimanendo in carica sino al 1983 e poi nuovamente dal 1985 al 1987.
Negli anni '80 compone le colonne sonore dei film Prima della lunga notte (L'ebreo fascista) (1980) di Franco Molè e Malamore (1982), l'ultimo film di Eriprando Visconti, nipote del celebre Luchino, qualificandosi così anche nel mondo nel cinema d'autore. Negli anni '90 promuoverà la creazione del gruppo rock demenziale Le teste sciroppate.
Negli ultimi anni di vita si dedicò con successo anche all'attività di scrittore pubblicando alcune sue opere come I racconti di Kern (1999), Nido d'api, Il formicaio, Il grifone dorato (2001), Era il tempo dei lupi (2004), Più meglio di così (2008) e Il crocifisso del maledetto (postumo, 2011).
Muore a Corbetta nel 2009. L'istituto scolastico che per anni l'ha ospitato come insegnante gli ha dedicato l'aula magna del complesso nel 2018.

## Brani scritti da Aldo Salvi
- 1958 - Oggi o mai più (per Tony Renis)
- 1959 - Stasera tornerò (per Miranda Martino)
- 1960 - Mai dire mai (per Peppino Di Capri)
- 1960 - Resistimi (per Rocco Torrebruno)
- 1963 - Un sole caldo caldo caldo (per Adriano Celentano)
- 1969 - Ti si legge in viso (per Miriam Del Mare)
- 1977 - colonna sonora del film Wampyr (con lo pseudonimo di Jodepres col gruppo musicale dei Goblin)
- 1980 - colonna sonora del film Prima della lunga notte (L'ebreo fascista) di Franco Molè
- 1980 - colonna sonora dello spettacolo teatrale Toulouse Lautrec, una giornata alle folies di Franco Molè
- 1982 - colonna sonora del film Malamore di Eriprando Visconti
- 1990 - colonna sonora del film The Black Cobra 2 di Edoardo Margheriti